# Unified Display Interface

Derzeitiges Logo

Das Unified Display Interface (UDI) sollte den 1986 eingeführten VGA-Anschluss ablösen. Es sollte kompatibel zum digitalen DVI-Anschluss sein, zusätzlich Audiodaten übertragen sowie – wie auch das DVI-kompatible HDMI – die Signalverschlüsselung HDCP unterstützen.
UDI sollte mit 16 Gbit/s etwa die dreifache Bandbreite von DVI (5 Gbit/s) bieten, was Bildschirmauflösungen bis etwa 3840×2400 Pixel bei 60 Hz Bildwiederholfrequenz und 8 bit Auflösung pro Farbkomponente ermöglicht hätte. Optional stand für Anwendungen in der Unterhaltungselektronik eine digitale Audioübertragung zur Verfügung, was für reine PC-Anwendungen entfallen kann. Dafür muss vom Gerätehersteller eine HDMI-Lizenz erworben werden, und der Anwender benötigt ein spezielles Adapterkabel von UDI nach HDMI.
UDI sollte auch für geräteinterne Videoverbindungen, z. B. zwischen dem display controller und dem panel, zum Einsatz kommen, wofür ein spezielles Funktionsprofil zur Anwendung kommen sollte. Die elektrische Schnittstellenspezifikation soll sich an PCI-Express anlehnen. Zusätzlich war ein ereignisgesteuerter Rückkanal vorgesehen gewesen, und es sollte ein neuer, kompakter Stecker verwendet werden. Die endgültige Spezifikation wurde im Juli 2006 veröffentlicht. Dabei wurde auf eine größtmögliche Kompatibilität von UDI zu HDMI geachtet.
Weil Samsung und Intel auf der CES 2007 und Apple im Oktober 2008 ihre Unterstützung für UDI beendeten, ist eine größere Verbreitung des Standards unwahrscheinlich, vor allem seit die Konkurrenztechnik DisplayPort zum VESA-Standard erklärt wurde. Die Webseite der UDI Special Interest Group existiert zudem seit Anfang 2008 nicht mehr.

## Alternative Multimediaschnittstellen
- SDI (Serial Digital Interface) – Video-Bildübertragung inkl. Audio in Studios
- HDSDI (High Definition Serial Digital Interface) – Video-Bildübertragung inkl. Audio in Studios
- DVI (Digital Visual Interface) – erste erfolgreiche Digitalschnittstelle für Computerbildschirme ohne Audio (Verschlüsselung optional), in Variante DVI-A und DVI-I auch für analogen Monitoranschluss geeignet (abwärtskompatibel zu VGA)
- HDMI (High Definition Multimedia Interface) – erweitert für Video (neben Bild- auch Audio-Daten sowie Verschlüsselung und alternative Video-Modi), rein digital, inkl. DVI-Kompatibilitätsmodus
- DisplayPort – lizenzfreier Verbindungsstandard, zur Übertragung von Video- und Bildinhalten, mit zusätzlichem AUX-Channel
- MHL (Mobile High-Definition Link) – HD-Video- und Audio-Schnittstelle, optimiert für die Verbindung von Mobiltelefonen und portablen Geräten an HDTVs